# Polygonia faunus
Polygonia faunus är en fjärilsart som beskrevs av Edwards 1`862. Polygonia faunus ingår i släktet Polygonia och familjen praktfjärilar. Inga underarter finns listade i Catalogue of Life.

## Bildgalleri

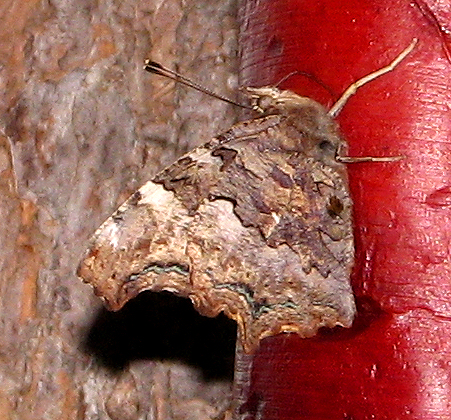
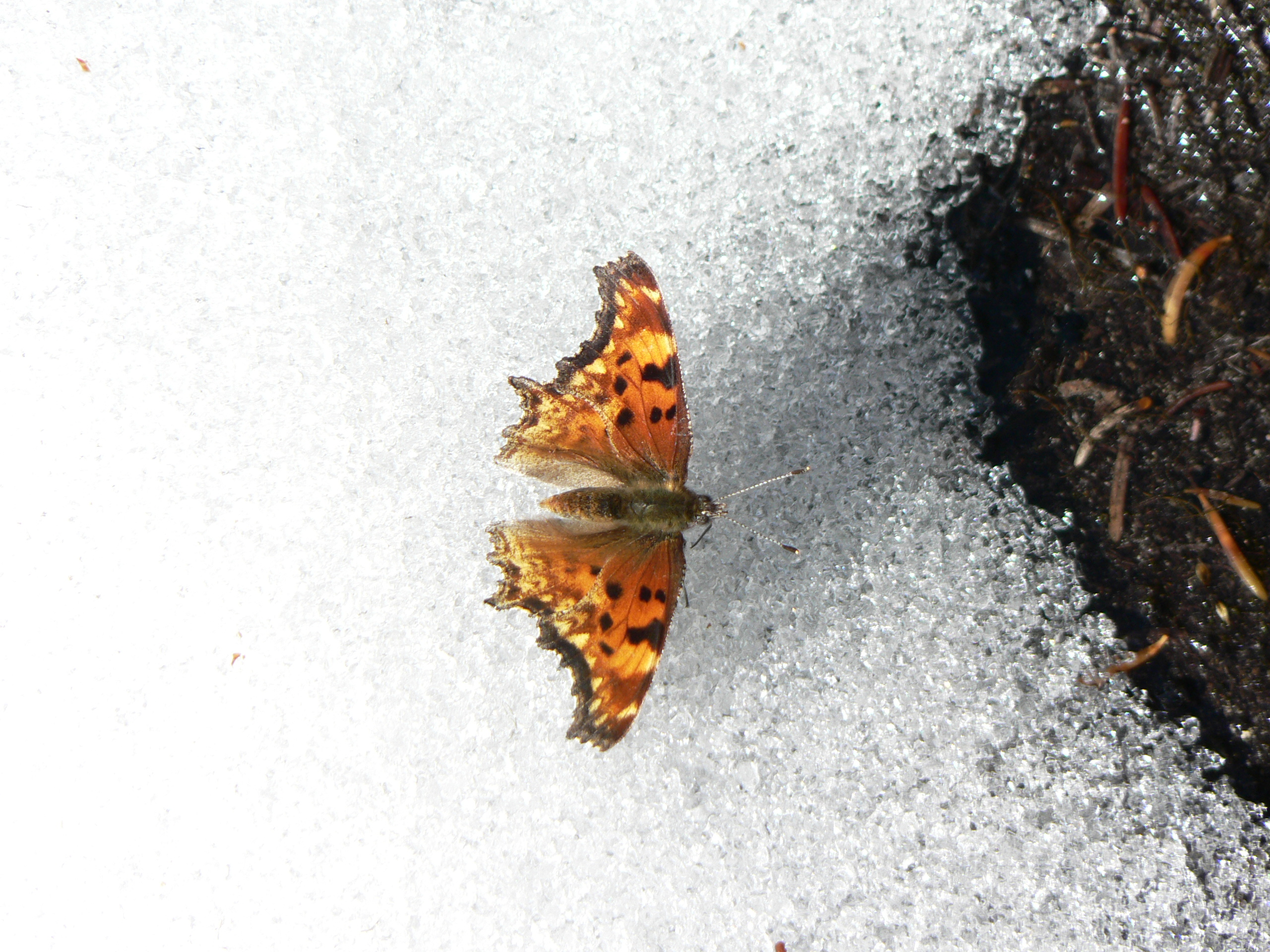
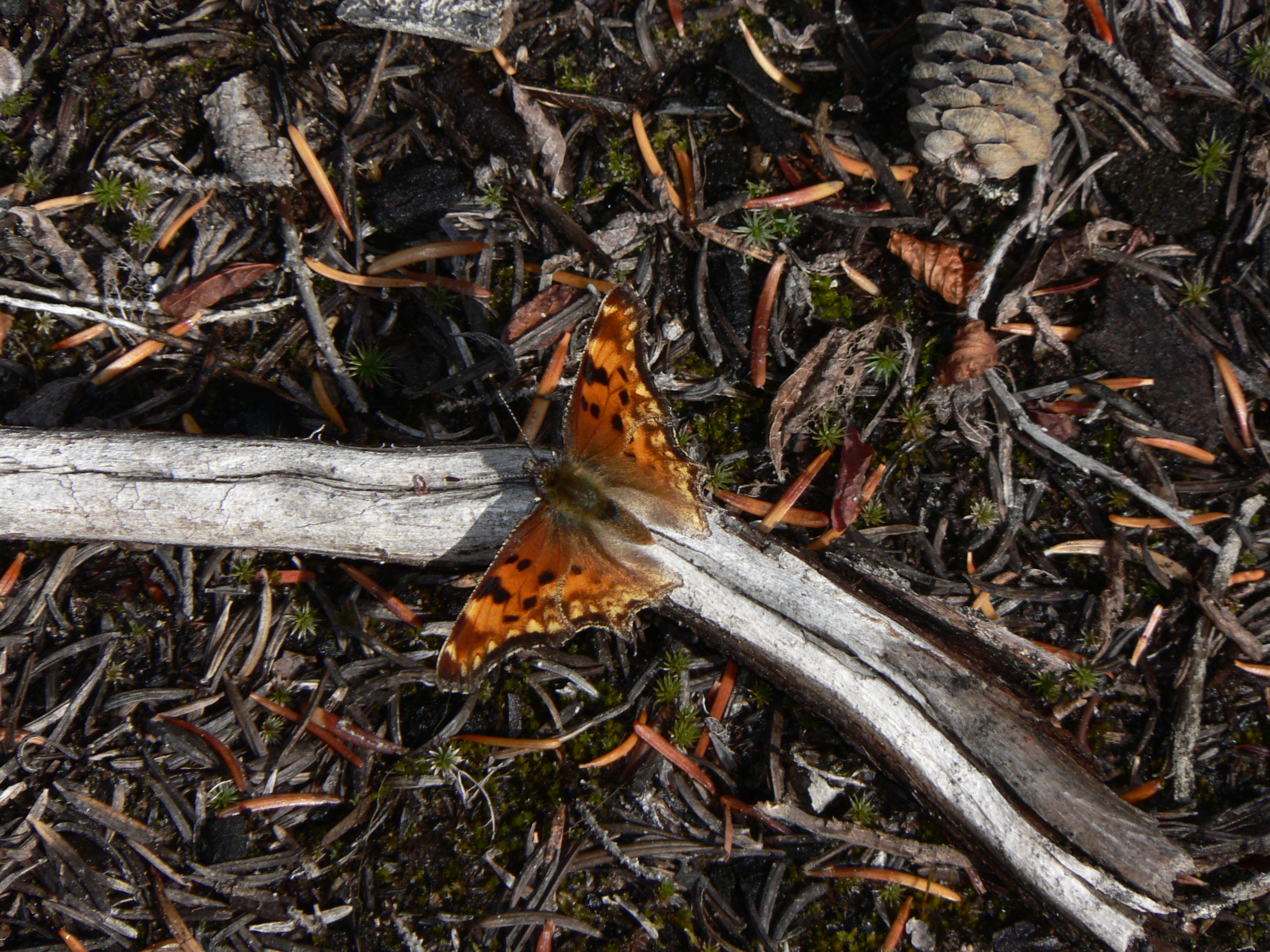
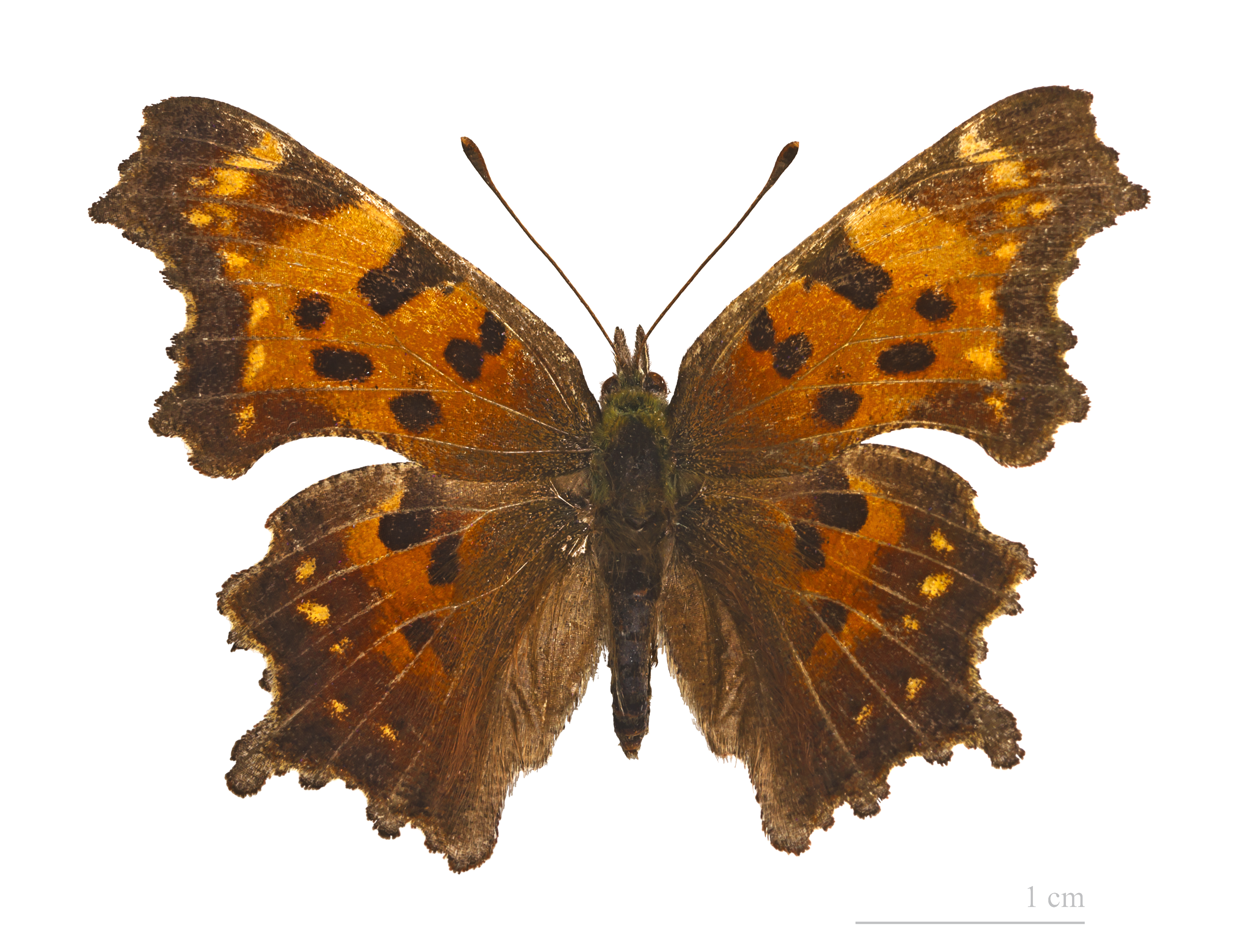
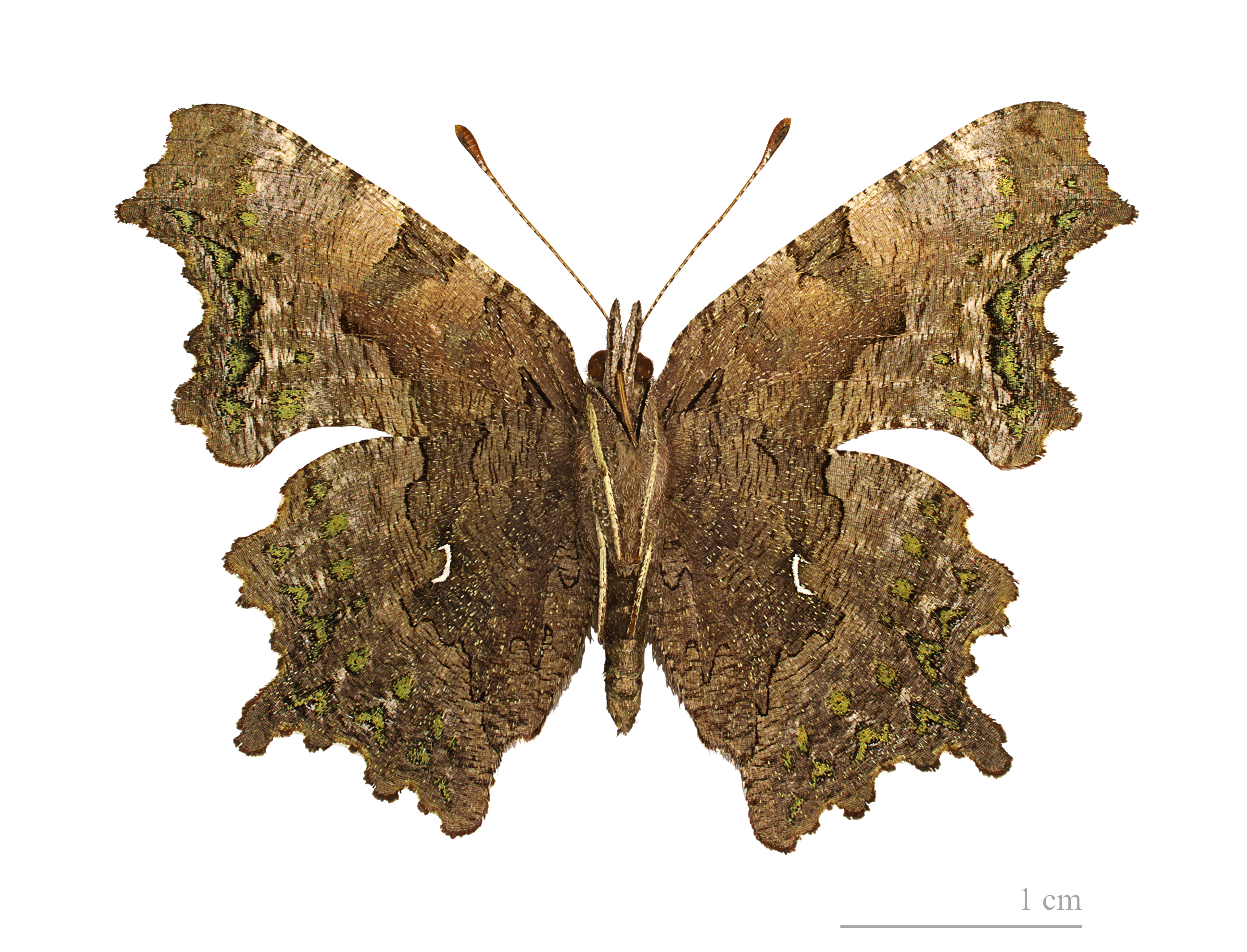
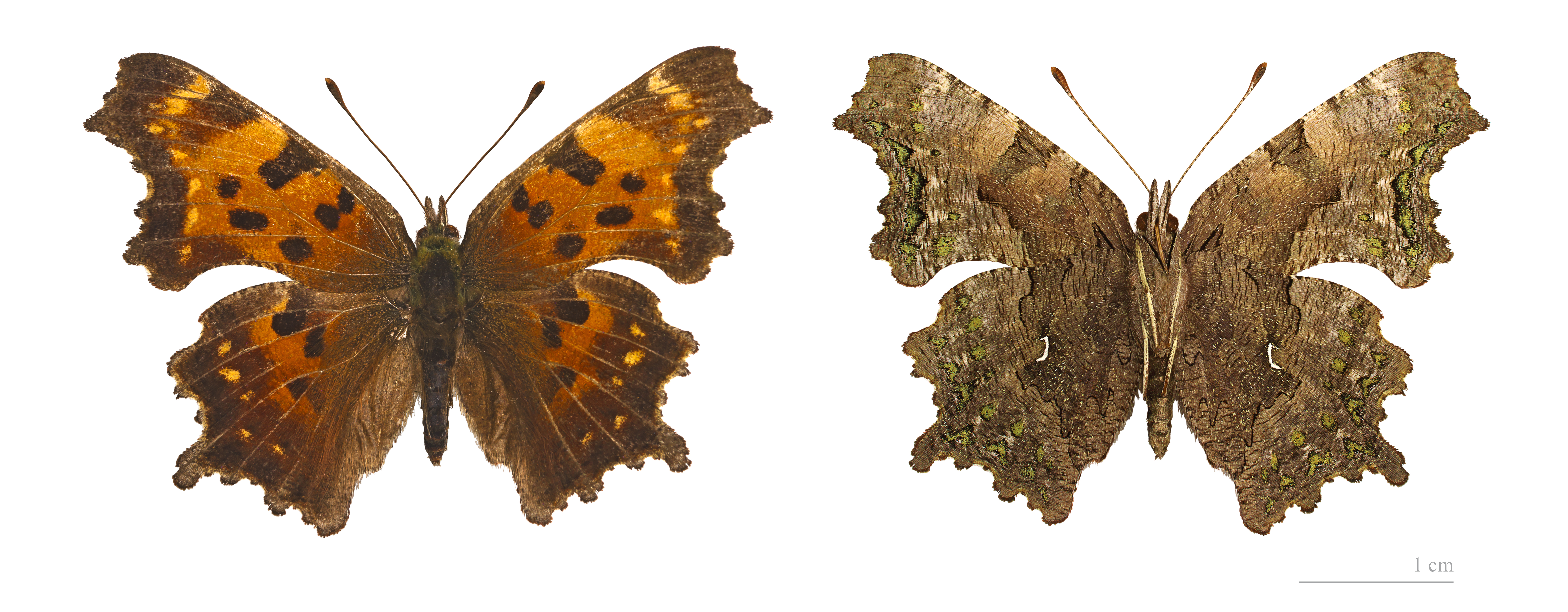